# ویکرز ئی.اف.بی.۱
ویکرز ئی.اف.بی. ۱ (به انگلیسی: Vickers E.F.B.1) یک هواپیمای ساختِ کارخانهٔ ویکرز در کشور بریتانیا است.